# Il cibo degli dei
Il cibo degli dei (The Food of the Gods) è un film del 1976 diretto da Bert I. Gordon; è una pellicola horror fantascientifica tratto dal romanzo L'alimento divino (The Food of the Gods and How It Came to Earth, 1904) di H. G. Wells.
È la seconda pellicola di una trilogia di opere prodotte dalla American International Pictures e ispirate ai romanzi di H. G. Wells, che comprende anche i film L'isola del dottor Moreau e L'impero delle termiti giganti.
Nel 1989 ne è stato girato un seguito, Denti assassini di Damian Lee.

## Trama
Morgan e i suoi amici organizzano una battuta di caccia e scelgono come territorio in cui agire una piccola e remota isola del Canada. Giunti sul posto vengono attaccati da uno sciame di api giganti e nelle successive esplorazioni si rendono conto che l'intera isola è popolata da animali di dimensioni enormi, tra cui i più pericolosi sono senza dubbio dei ratti giganti che, accortisi dell'intrusione, decidono di cacciare e cibarsi degli esseri umani.

## Distribuzione
Il film è stato distribuito nel mercato anglosassone anche con il titolo "H.G. Wells's Food of the Gods".
In Italia il film è stato distribuito da Eureka Distribuzione.

## Critica
Gordon, maestro del low budget, non si smentisce sulla modesta qualità dei suoi effetti speciali, ma può contare stavolta su un attore dal discreto passato (Ralph Meeker) e su un'attrice (Ida Lupino) giunta al traguardo di un'ottima carriera.»
(Fantafilm)

## Seguito
Nel 1989 ne è stato girato un seguito, dal titolo Denti assassini, diretto da Damian Lee.